# M79 Osa

Le M79 Osa (Osa signifiant guêpe) est une arme antichar portable d'origine yougoslave. De calibre 90 mm et conçue en plastique et fibres, elle ressemble au  LRAC F1 français de 89 mm. L'arme est constituée du lanceur, d'un élément de visée CN-6, d'une fusée, et d'un étui pour transporter la fusée. Les fusées ne sont pas guidées, et sont efficaces contre les véhicules blindés et les fortifications. 

## Utilisation
Le M79 est utilisé par deux hommes, un tireur et un chargeur. Le chargeur introduit la fusée dans le lanceur, et le tireur vise en utilisant le CN-6, qui dispose d'un grossissement de 3.5x et de 10 degrés de champ de vision. Le déclenchement de la fusée est électronique, et elle quitte le lanceur à environ 250 mètres par seconde. Sa précision lui permet d'engager des véhicules à 360 mètres, et de grosses cibles immobiles jusqu'à 600 m.
À l'impact, un composant piézoélectrique déclenche une charge creuse, capable de percer jusqu'à 400 millimètres de blindage. Il est suffisamment sensible pour se déclencher jusqu'à 70 degrés d'inclinaison. 

## Histoire
Le M79 Osa a été conçu et produit par Sloboda Čačak en ex-République fédérative socialiste de Yougoslavie. Macédoine, Serbie et Croatie (sous le nom de RL90 M95) ont continué sa production après la dislocation du pays. 
Un grand nombre de M79 ont été fournis à la rébellion syrienne et se sont montrés efficaces contre les blindages équipant les troupes du régime. Il est parfois confondu avec le RPG-29 russe, lui aussi utilisé en Syrie. En Irak, Daesh l'a utilisé contre des chars M1 Abrams des troupes gouvernementales.

## Utilisateurs

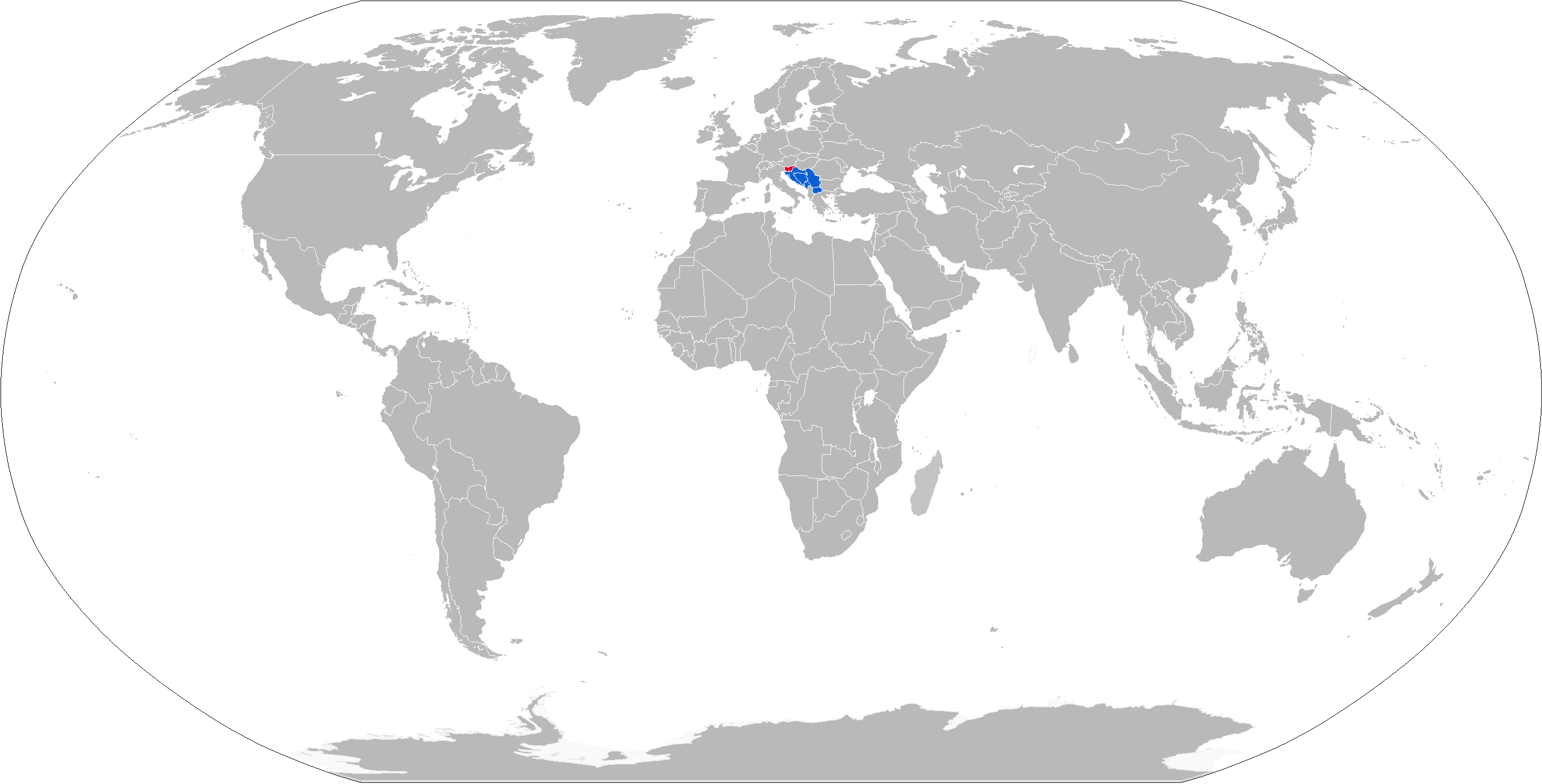
Utilisateurs actuels en bleu, et utilisateurs historiques en rouge.

### Pays utilisateurs
- Bosnie-Herzégovine
- Croatie (appelé RL90 M95)
- Macédoine
- Monténégro
- Serbie

### Troupes utilisatrices
- Armée syrienne libre
- Daech[3]
- Parti des travailleurs du Kurdistan[4]

### Anciens utilisateurs
- Yougoslavie
- Slovénie